# ارنست مافتی
ارنست مافتِـی (رومانیایی: Ernest Maftei؛ ‏ تلفظ رومانیایی: [ˈernest mafˈtej]؛ ‏ ۶ مارس ۱۹۲۰ – ۱۹ اکتبر ۲۰۰۶) بازیگر اهل رومانی بود.
از فیلم‌ها یا مجموعه‌های تلویزیونی که وی در آن نقش داشته‌است، می‌توان به حادثه، سرنوشت بد، میهائیل، سگ سیرک، آنگاه همگی را به مرگ محکوم کردم، آخرین فشنگ، استفن کبیر - واسلویی ۱۴۷۵، ولاد تسپش، از میان خاکسترهای امپراتوری، یاغی‌ها، بازسازی، بادبان‌های برافراشته و خارهای باراگان اشاره کرد.